# Xenofrea bicincta
Xenofrea bicincta là một loài bọ cánh cứng trong họ Cerambycidae.